# Sóami
Sóami (相阿弥, ? ─ 12. listopadu 1525), též Sóami Šinsó, vlastním jménem Nakao Šinsó, byl japonský mnich, krajinář, básník a zahradní architekt. Je údajným autorem kamenných zenových zahrad kjótských chrámů Ginkakudži, Rjóandži a Daisenin (chrám podřízený kjótskému chrámu Daitokudži).
Sóami byl vnukem japonského malíře a básníka Nóamiho Šinnóa (1397─1471) a synem japonského malíře a milovníka umění Geiamiho Šingeie (1431─1485). Děd i otec byli též kurátory sbírek čínských uměleckých předmětů ašikagských šógunů. Také Sóami sloužil šógunátu, byl jedním z hlavních uměleckých poradců šóguna Jošimasy Ašikagy, který nechal vybudovat chrám Ginkakudži.

## Dílo
Byl jedním z prvních japonských malířů, kteří tvořili ve stylu čínského literátského malířství (japonsky nanga, 南画). Jeho největší obrazy zabíraly více než 20 panelů a zobrazovaly japonské krajiny namalované čínským stylem. Jeho nejznámějším dílem je kresba tuší na 6 panelech Krajina čtyř ročních období (Osm pohledů na řeky Siao-ťiang a Siang-ťiang).  Toto 15 m dlouhé dílo ze 16. století bývá někdy považováno za nejkrásnější tušovou malbu v dějinách Japonska. Dnes se nachází v newyorském Metropolitním muzeu umění.
Sóamiho kresby většinou zobrazují krajiny vyvedené v jemných tušových tónech ve stylu malířství jihočínské říše Sung. Do dnešních dní se dochovalo jen nemnoho z jeho děl. Jsou mu připisovány některé z nástěnných děl v chrámu Daisenin v areálu chrámu Daitokudži v Kjótu. Jeho díla jsou vystavena v Metropolitním muzeu umění v New Yorku, v Muzeu asijského umění v San Francisku a v Muzeu umění v Honolulu.

### Galerie

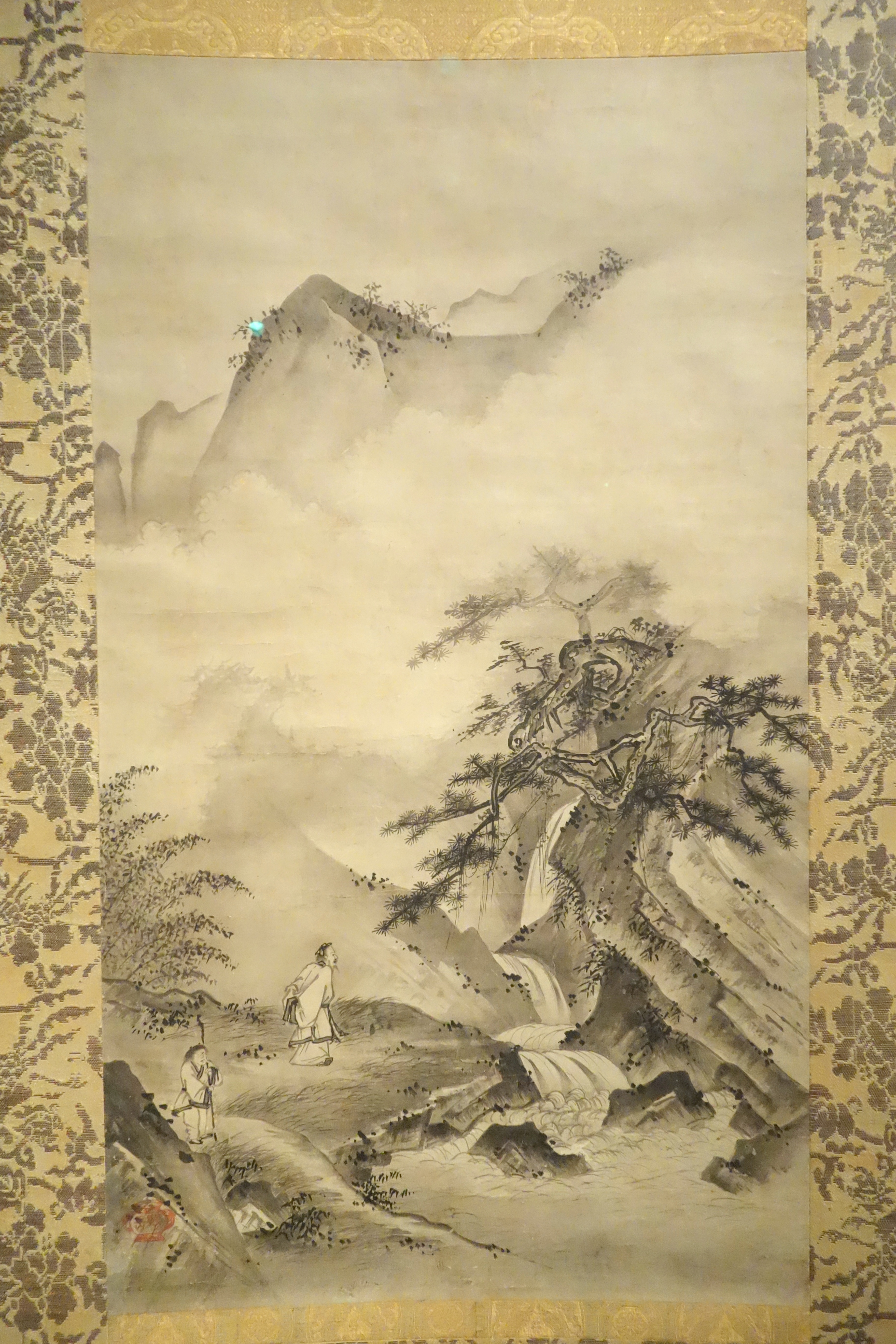
Li Paj pozorující vodopád u hory Lu (Muzeum asijského umění v San Francisku)
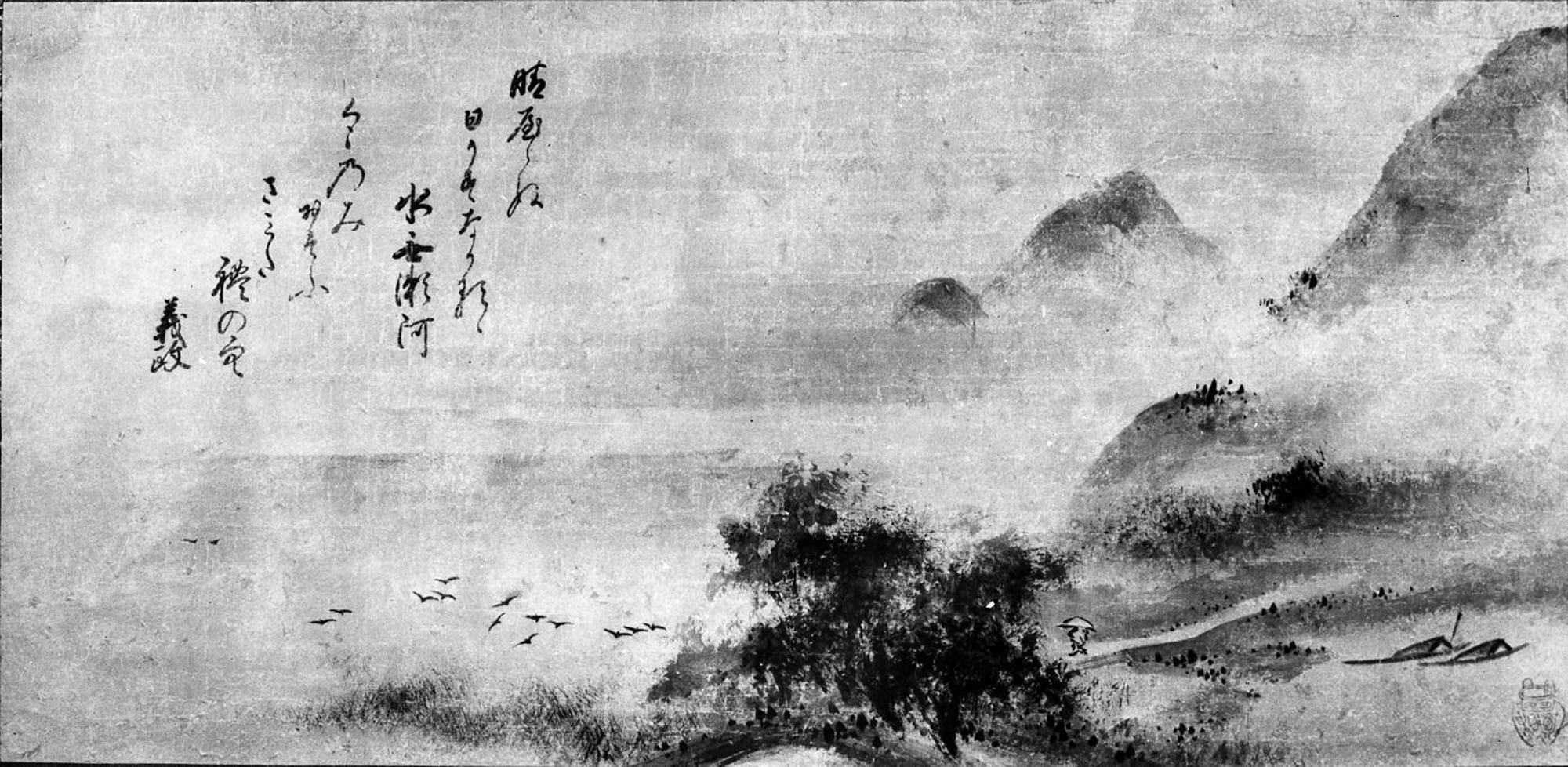
Deštivá krajina (Metropolitní muzeum umění, New York)
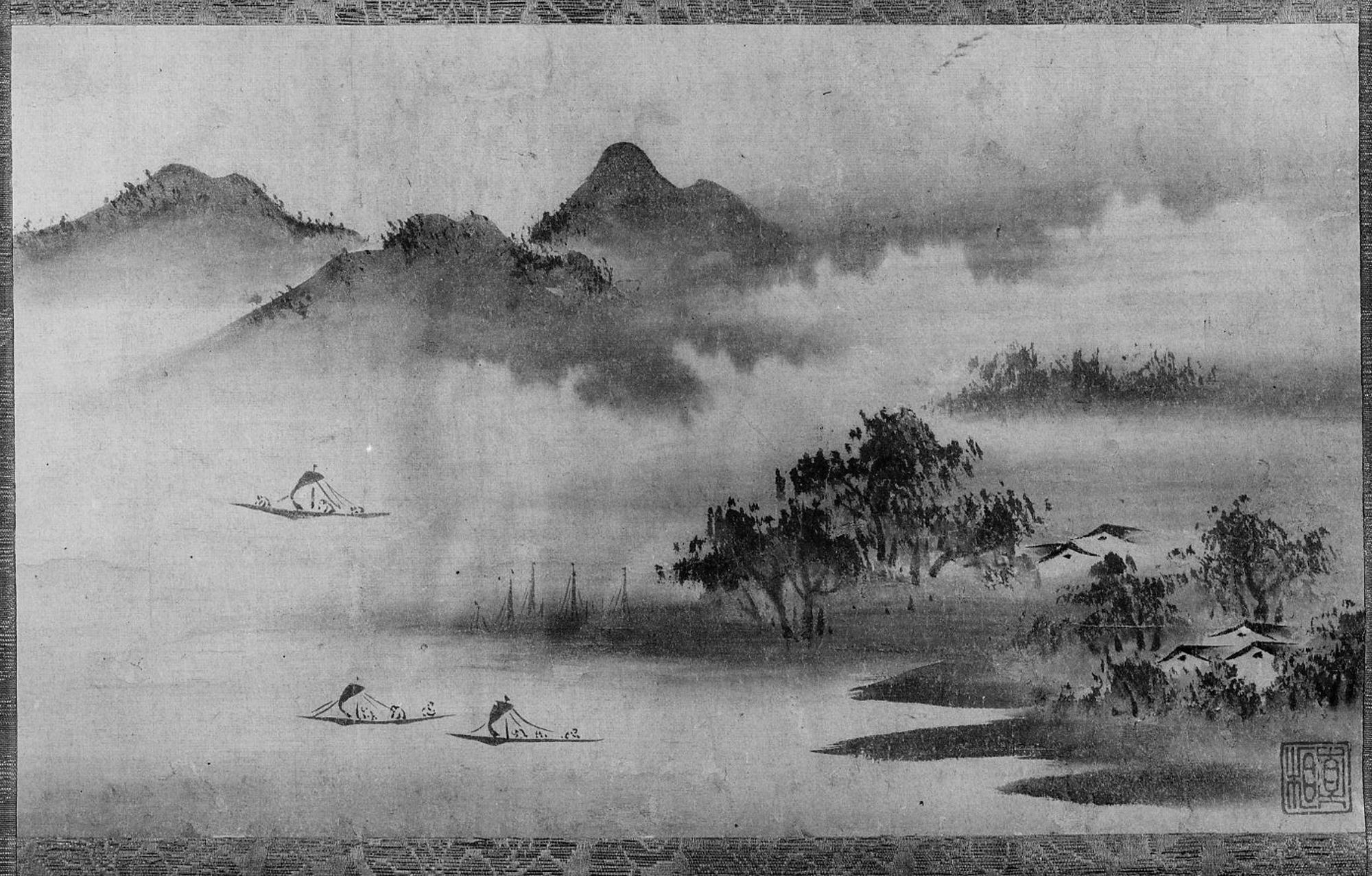
Krajina (Metropolitní muzeum umění, New York)
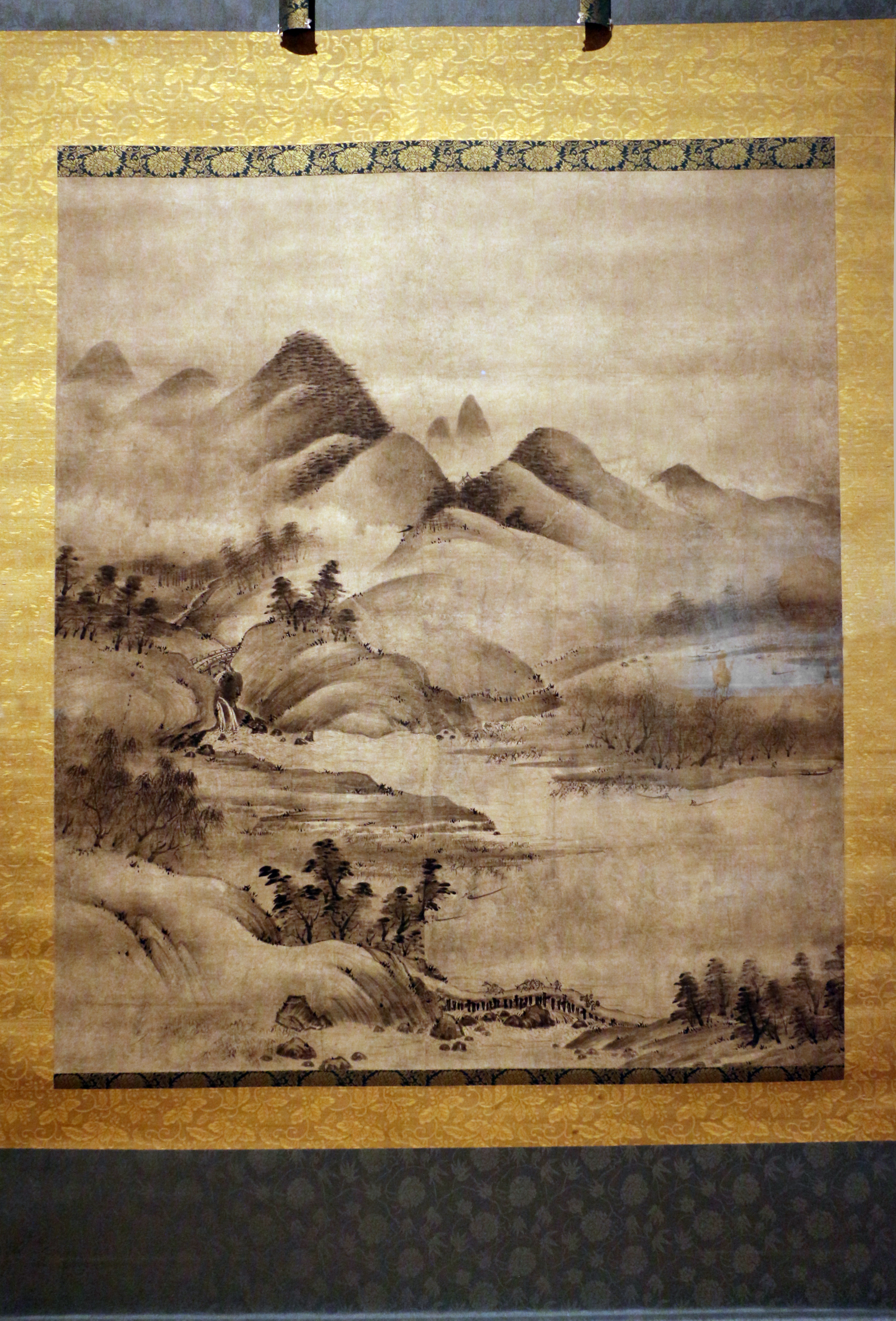
Krajina (Clevelandské muzeum umění)
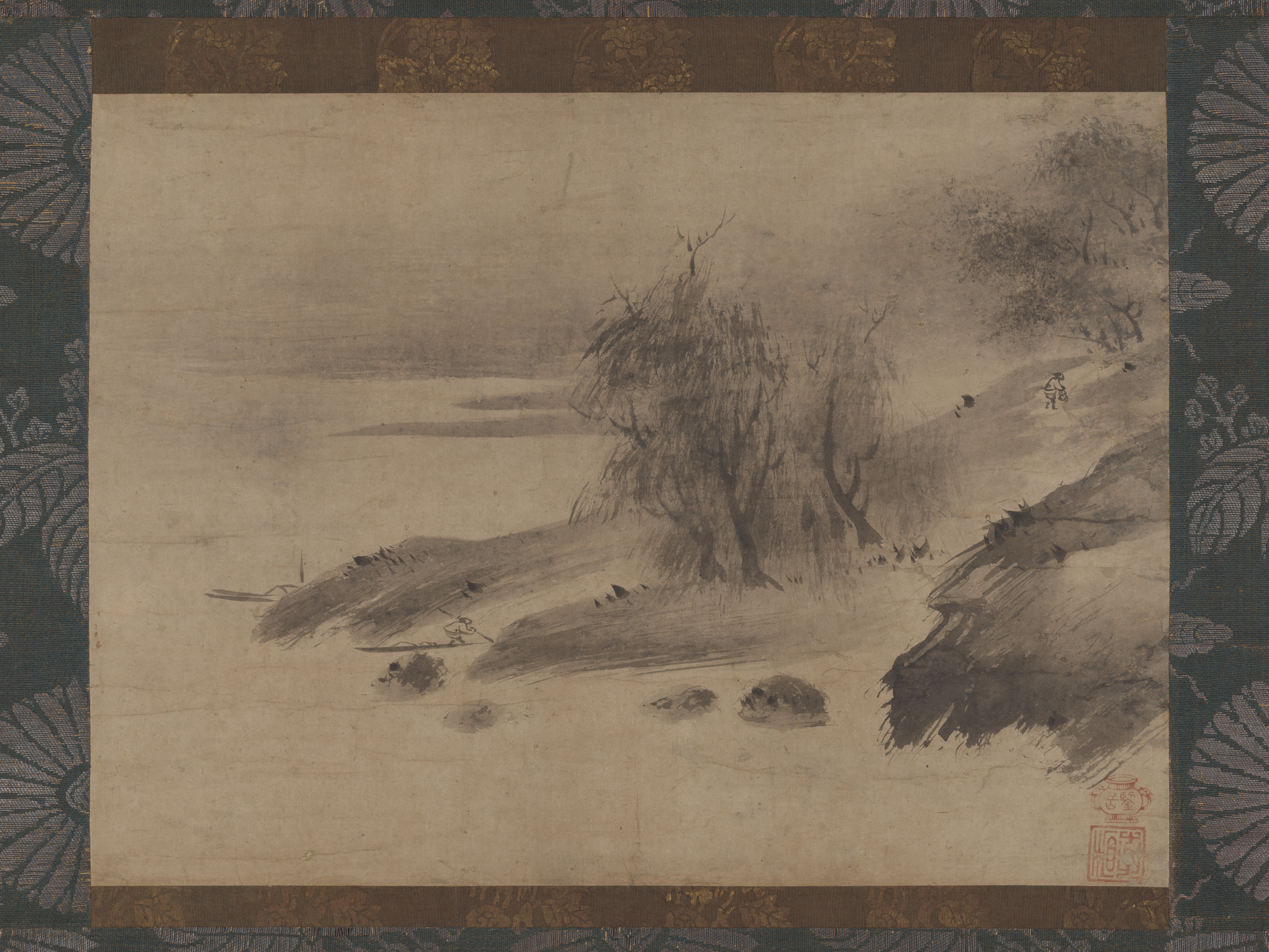
Krajina (Metropolitní muzeum umění, New York)
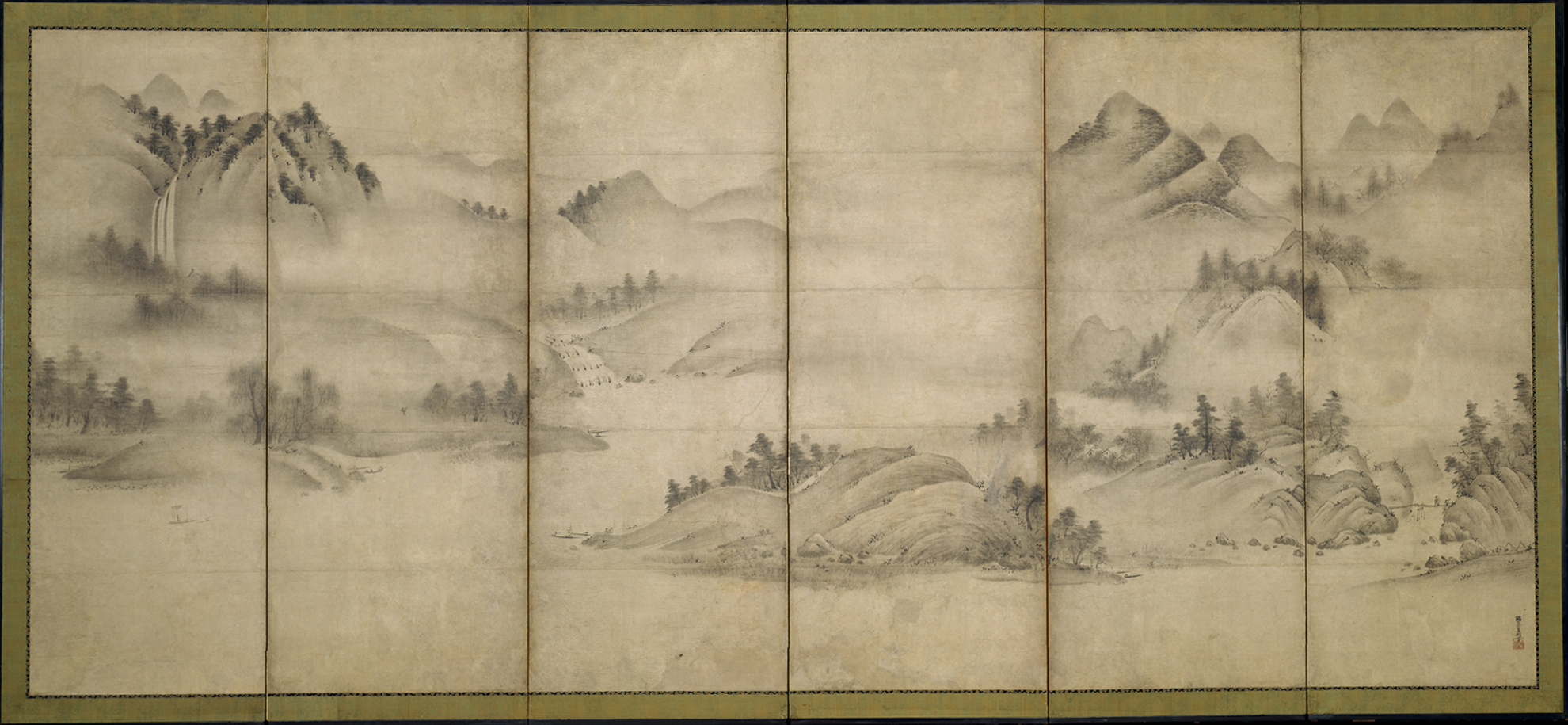
Krajina čtyř ročních období (Osm pohledů na řeky Siao-ťiang a Siang-ťiang) /Metropolitní muzeum umění, New York/